# بلوسی (مولداوی)
بلوسی (به لاتین: Beloci) یک منطقهٔ مسکونی در مولداوی است که در واحدهای اداری-سرزمینی کرانه چپ دنیستر واقع شده‌است. بلوسی ۵۶ متر بالاتر از سطح دریا واقع شده‌است.